# شرکت شوفو سیکاتسو
شرکت شوفو سیکاتسو (به ژاپنی: 主婦と生活社) یک شرکت چاپ ژاپنی است. مرکز این انتشارات در شهر توکیو می‌باشد.